# Qualificazioni alla Coppa d'Asia 2019 - terzo turno - girone D
Questa voce raccoglie i risultati delle partite del girone D valido come terzo turno di qualificazione alla Coppa d'Asia 2019.

## Risultati
| Arbitro: | Hussein Abo Yehia |

| |           |  |
| Al-Muqbali 2’, 35’, 40’, 43’, 68’, 85’ Al-Mahaijri 25’ Al-Khaldi 30’ Mabrook 44’ Basnet 54’ (aut.) Al-Hajri 70’, 74’, 90+1’ (rig.), 90+2’ | Marcatori |  |

| Arbitro: | Aziz Asimov |

|  |           |                                 |
|  | Marcatori | 62’, 65’ Maher 90+2’ Abu Nahyeh |

| Arbitro: | Khurram Shahzad |

|  |           |                                  |
|  | Marcatori | Fasir 42’ (rig.) Ah. Abdulla 75’ |

| Arbitro: | Sivakorn Pu-udom |

|                          |           |                 |
| Cantillana 13’ Pinto 21’ | Marcatori | 45’ Al-Mahaijri |

| Arbitro: | Ho Wai Sing |

|  |           |                         |
|  | Marcatori | 51’ Pinto 90+5’ Bahdari |

| Arbitro: | Võ Minh Trí |

|                                                                       |           |  |
| Al-Khaldi 5’ Al-Hajri 58’ Al-Yahyaei 69’ Al-Yahmadi 86’ Al-Hasani 88’ | Marcatori |  |

| Arbitro: | Rowan Arumughan |

| |           |  |
| Bahdari 4’, 40’, 44’ Jaber 6’ Seyam 22’ Maraaba 29’ Salem 48’ (rig.) Natour 60’ Cantillana 62’, 69’ | Marcatori |  |

| Arbitro: | Jarred Gillett |

|           |           |                             |
| Fasir 24’ | Marcatori | 15’ Al-Hajri 19’ (aut.) Ali |

| Arbitro: | Nagor Amir Noor Mohamed |

|                              |           |                                                       |
| Tshering 59’ Gyeltshen 90+3’ | Marcatori | 48’ Al-Hasani 76’ Ibrahim 86’ Al-Hajri 89’ Al-Ruzaiqi |

| Arbitro: | Dmitry Mashentsev |

|                                                                            |           |               |
| Yousef 6’, 33’ Faisal 16’ (o.g.) Maraaba 30’, 53’, 54’, 59’ Cantillana 56’ | Marcatori | 52’ N. Hassan |

| Arbitro: | Turki Al-Khudhayr |

|              |           |  |
| Al-Hajri 87’ | Marcatori |  |

| Arbitro: | Hasan Akrami |

|                                                                        |           |  |
| H. Mohamed 35’ N. Hassan 66’, 77’, 80’, 82’ I. Hassan 69’ Yoosuf 90+3’ | Marcatori |  |